# Pelagonius
Pelagonius Saloninus (IVe siècle)  est l'auteur d'un compendium de médecine vétérinaire en latin intitulé Commentum artis medicinae ueterinariae (ou peut-être Liber commentorum artis medicinae ueterinariae) et concernant essentiellement les maladies des chevaux. Celui-ci fut traduit en grec à une époque inconnue et des fragments de cette traduction figurent dans le Corpus hippiatricorum Graecorum (CHG), appellation traditionnelle d'un ensemble de textes grecs d'origines et d'époques variées réunis à l'époque byzantine et relatifs, pour la plupart, aux chevaux.
Pelagonius a puisé à diverses sources, dont l'une, la Res rustica de Columelle (milieu du Ier siècle), est parvenue entièrement jusqu'à nous. Lui-même a été mis largement à contribution par Végèce.
La première édition critique de référence de Pelagonius est due à Klaus-Dietrich Fischer (Leipzig, Teubner, 1980). Or, en 1989, Pierre-Paul Corsetti a signalé l'existence du manuscrit Einsiedeln, Stiftsbibl. 304 (VIIIe siècle/IXe siècle), qui permet de récupérer plusieurs sections du recueil originel soit entièrement nouvelles soit connues seulement par la tradition indirecte. Cette découverte a donc rendu nécessaire une nouvelle édition de l'ouvrage, parue dans la Collection des universités de France et réalisée par Valérie Gitton-Ripoll, qui a publié de nombreux articles sur l'auteur et consacré sa thèse de doctorat de 3e cycle à une édition commentée du manuel en question (Université Lumière-Lyon-II, 1999).

## Édition contemporaine
Pélagonius Saloninus, Recueil de médecine vétérinaire, texte établi, traduit et commenté par Valérie Gitton-Ripoll, Paris, Les Belles Lettres, Collection des universités de France, 2019.